# Axel Bassani
Axel Bassani (Feltre, 24 luglio 1999) è un pilota motociclistico italiano vincitore della coppa Europea della categoria Supersport nel 2016 e del Trofeo Indipendenti nel mondiale Superbike 2022 e 2023.

## Carriera

### Gli inizi
Bassani fa il suo esordio in una competizione internazionale nel 2015, partecipando alle ultime due gare del campionato europeo Superstock 600 con una Kawasaki ZX-6R del team Berclaz Racing. Conclude al 6º posto la gara di Jerez in Spagna ed arriva secondo nella gara di Magny-Cours. Raccoglie così trenta punti che gli permettono di chiudere al quindicesimo posto in classifica piloti.
Nel 2016 si trasferisce nel campionato mondiale Supersport, disputando le otto gare in territorio europeo in sella ad una Kawasaki ZX-6R del San Carlo Team Italia. Il compagno di squadra è il connazionale Alessandro Zaccone. Bassani porta a termine tutte e otto le gare in calendario, centrando la zona punti per sette volte. I punti così ottenuti gli permettono di vincere la coppa Europea della Supersport. Per quanto concerne la classifica mondiale, chiude al dodicesimo posto con cinquantacinque punti all'attivo.

### 2017: la parentesi in Moto2
Nel 2017 si trasferisce nella classe Moto2 del Motomondiale alla guida di una Speed Up SF7 del team Speed Up Racing. Il compagno di squadra è Simone Corsi. In questa stagione è costretto a saltare la gara inaugurale in Qatar a causa di un infortunio. Il suo posto in squadra, in questo frangente, viene preso da Ricard Cardús. Il 31 maggio 2017 viene annunciata la separazione dal team Speed Up, a partire dal Gran Premio successivo il suo posto in squadra viene preso da Augusto Fernández. Sempre in questa stagione è chiamato a sostituire l'infortunato Michael Canducci nel round di Misano del campionato mondiale Supersport, in sella ad una Kawasaki ZX-6R del team 3570 Puccetti Racing FMI. In occasione del Gran Premio di Spagna a Jerez torna nel mondiale Supersport per guidare una Kawasaki ZX-6R del team Puccetti Racing, in qualità di pilota sostitutivo. Chiude la stagione al ventisettesimo posto con undici punti ottenuti. 

### 2018-19 CIV Superbike
Nel 2018 è pilota titolare nel Campionato Italiano Velocità, classe Superbike, in sella ad una BMW S1000RR del team DMR. Sempre in questa stagione partecipa, in qualità di wild card al Gran Premio di Misano nel Campionato europeo Superstock 1000, con la stessa motocicletta e lo stesso team con cui partecipa al campionato italiano. Chiude la gara al sesto posto, i punti così ottenuti gli consentono di classificarsi diciannovesimo a fine stagione. Nel 2019 disputa la seconda stagione consecutiva nel CIV Superbike con una Yamaha YZF-R1 ottenendo due piazzamenti a podio.

### 2020: ritorno in Supersport
Nel 2020 partecipa al World Supersport Challenge, evento che sostituisce la Coppa Europa, nel campionato mondiale Supersport. Con il team Soradis Yamaha Motoxracing, conquista trentatré punti che valgono il secondo posto nel Challenge e il diciassettesimo posto in classifica mondiale.

### Mondiale Superbike
Nel 2021 debutta nel campionato mondiale Superbike con il team Motocorsa Racing alla guida di una Ducati Panigale V4R, conclude il campionato al 9º posto in classifica mondiale con 210 punti, secondo nel Trofeo Indipendenti.
Nel 2022 partecipa al campionato mondiale Superbike sempre con il team Motocorsa Racing alla guida di una Panigale V4R, ottiene altri tre piazzamenti a podio e si aggiudica il Trofeo Indipendenti, nel mondiale chiude al settimo posto. Mentre il Team Motocorsa conquista il titolo di miglior Team Indipendente. Nel 2023 inizia il terzo anno con Motocorsa. Compete spesso per le primissime posizioni e, al termine dell'ultimo Gran Premio a Jerez, si conferma campione del Trofeo Indipendenti. Nel 2024 passa al team ufficiale Kawasaki, il compagno di squadra è Alex Lowes. Nonostante l'adattamento ad una moto completamente diversa da Ducati, riesce comunque a superare i cento punti classificandosi quattordicesimo in campionato.

## Risultati in gara

### Campionato mondiale Supersport
| 2016 | Moto     |  |  |   |   |    |  |    |   |    |   |   |  |  |  |  | Punti | Pos. |
| ---- | -------- |  |  | - | - | -- |  | -- | - | -- | - | - |  |  |  |  | ----- | ---- |
| 2016 | Kawasaki |  |  | 6 | 8 | 13 |  | 17 | 7 | 15 | 4 | 5 |  |  |  |  | 55    | 12º  |

| 2017 | Moto     |  |  |  |  |  |  |   |  |  |  |    |  |  |  |  | Punti | Pos. |
| ---- | -------- |  |  |  |  |  |  | - |  |  |  | -- |  |  |  |  | ----- | ---- |
| 2017 | Kawasaki |  |  |  |  |  |  | 7 |  |  |  | 14 |  |  |  |  | 11    | 27º  |

| 2020 | Moto   |  |     |     |    |    |    |     |    |    |    |    |    |    |   |    | Punti | Pos. |
| ---- | ------ |  | --- | --- | -- | -- | -- | --- | -- | -- | -- | -- | -- | -- | - | -- | ----- | ---- |
| 2020 | Yamaha |  | Rit | Rit | 13 | 19 | 18 | Rit | 14 | 13 | 10 | 12 | 15 | 14 | 8 | 12 | 33    | 17º  |

| Legenda | 1º posto        | 2º posto            | 3º posto           | A punti      | Senza punti        | Grassetto – Pole position Corsivo – Giro più veloce |
| Legenda | Gara non valida | Non qual./Non part. | Ritirato/Non class | Squalificato | '-' Dato non disp. | Grassetto – Pole position Corsivo – Giro più veloce |

### Motomondiale
| 2017 | Classe | Moto     |     |    |    |    |    |  |  |  |  |  |  |  |  |  |  |  |  |  | Punti | Pos. |
| ---- | ------ | -------- | --- | -- | -- | -- | -- |  |  |  |  |  |  |  |  |  |  |  |  |  | ----- | ---- |
| 2017 | Moto2  | Speed Up | Inf | 25 | 24 | 23 | 24 |  |  |  |  |  |  |  |  |  |  |  |  |  | 0     |      |

| Legenda | 1º posto        | 2º posto            | 3º posto            | A punti      | Senza punti        | Grassetto – Pole position Corsivo – Giro più veloce |
| Legenda | Gara non valida | Non qual./Non part. | Ritirato/Non class. | Squalificato | '-' Dato non disp. | Grassetto – Pole position Corsivo – Giro più veloce |

### Campionato mondiale Superbike
| 2021 | Moto   |    |    |    |    |    |    |   |   |   |    |    |    |    |    |   |   |   |     |   |    |    |   |    |    |   |    |   |   |    |   |   |    |   |   |   |   |   |    |     |  |  |  | Punti | Pos. |
| ---- | ------ | -- | -- | -- | -- | -- | -- | - | - | - | -- | -- | -- | -- | -- | - | - | - | --- | - | -- | -- | - | -- | -- | - | -- | - | - | -- | - | - | -- | - | - | - | - | - | -- | --- |  |  |  | ----- | ---- |
| 2021 | Ducati | 12 | 17 | 14 | 11 | 14 | 11 | 7 | 6 | 7 | 10 | 11 | 13 | 10 | 10 | 9 | 5 | 8 | Rit | 8 | 12 | 10 | 8 | 11 | 11 | 2 | 10 | 8 | 8 | AN | 6 | 7 | 11 | 9 | 5 | 4 | 4 | 5 | AN | Rit |  |  |  | 210   | 9º   |

| 2022 | Moto   |    |   |   |    |   |   |    |    |   |   |   |   |   |    |   |   |   |   |   |   |   |   |    |   |   |   |     |   |   |    |   |   |   |   |    |    |  |  |  |  |  |  | Punti | Pos. |
| ---- | ------ | -- | - | - | -- | - | - | -- | -- | - | - | - | - | - | -- | - | - | - | - | - | - | - | - | -- | - | - | - | --- | - | - | -- | - | - | - | - | -- | -- |  |  |  |  |  |  | ----- | ---- |
| 2022 | Ducati | 16 | 7 | 6 | 10 | 9 | 6 | 12 | 10 | 7 | 4 | 7 | 7 | 5 | 12 | 7 | 5 | 5 | 5 | 3 | 6 | 3 | 8 | 16 | 5 | 4 | 6 | Rit | 3 | 7 | 20 | 8 | 5 | 5 | 7 | 13 | 11 |  |  |  |  |  |  | 244   | 7º   |

| 2023 | Moto   |   |   |   |   |   |   |   |   |   |   |    |    |   |   |   |   |   |   |   |   |   |   |   |   |    |   |   |   |    |   |    |    |    |     |     |    |  |  |  |  |  |  | Punti | Pos. |
| ---- | ------ | - | - | - | - | - | - | - | - | - | - | -- | -- | - | - | - | - | - | - | - | - | - | - | - | - | -- | - | - | - | -- | - | -- | -- | -- | --- | --- | -- |  |  |  |  |  |  | ----- | ---- |
| 2023 | Ducati | 5 | 9 | 4 | 4 | 5 | 8 | 5 | 6 | 5 | 7 | 10 | 11 | 4 | 4 | 3 | 7 | 8 | 7 | 7 | 6 | 2 | 7 | 4 | 4 | 17 | 8 | 6 | 9 | 15 | 5 | 13 | 11 | 12 | Rit | Rit | 11 |  |  |  |  |  |  | 249   | 6º   |

| 2024 | Moto     |    |    |    |    |    |     |   |    |    |    |   |   |    |     |    |    |    |     |   |    |    |    |    |    |   |    |     |    |    |    |     |    |    |   |    |    |  |  |  |  |  |  | Punti | Pos. |
| ---- | -------- | -- | -- | -- | -- | -- | --- | - | -- | -- | -- | - | - | -- | --- | -- | -- | -- | --- | - | -- | -- | -- | -- | -- | - | -- | --- | -- | -- | -- | --- | -- | -- | - | -- | -- |  |  |  |  |  |  | ----- | ---- |
| 2024 | Kawasaki | 12 | 11 | 11 | 10 | 14 | Rit | 9 | 13 | 18 | 11 | 6 | 7 | 12 | Rit | 10 | 16 | 13 | Rit | 8 | 12 | 15 | 11 | 10 | 11 | 5 | 11 | Rit | 12 | 15 | 12 | Rit | 12 | 10 | 8 | 14 | 10 |  |  |  |  |  |  | 108   | 14º  |

| 2025 | Moto   |   |   |    |   |    |   |     |    |   |   |    |    |    |    |   |     |     |    |    |    |    |    |   |   |  |  |  |  |  |  |  |  |  |  |  |  |  |  |  |  |  |  | Punti | Pos. |
| ---- | ------ | - | - | -- | - | -- | - | --- | -- | - | - | -- | -- | -- | -- | - | --- | --- | -- | -- | -- | -- | -- | - | - |  |  |  |  |  |  |  |  |  |  |  |  |  |  |  |  |  |  | ----- | ---- |
| 2025 | Bimota | 9 | 9 | 10 | 9 | 11 | 7 | Rit | 12 | 5 | 9 | 18 | 15 | 12 | 18 | 6 | Rit | Rit | 12 | 16 | 14 | 16 | 10 | 6 | 8 |  |  |  |  |  |  |  |  |  |  |  |  |  |  |  |  |  |  | 85    |      |

| Legenda | 1º posto        | 2º posto            | 3º posto           | A punti      | Senza punti        | Grassetto – Pole position Corsivo – Giro più veloce |
| Legenda | Gara non valida | Non qual./Non part. | Ritirato/Non class | Squalificato | '-' Dato non disp. | Grassetto – Pole position Corsivo – Giro più veloce |